# Laura Fierro
Laura Maria Sima Lala Fierro – brazylijska zapaśniczka walcząca w stylu wolnym. Srebrna medalistka mistrzostw Ameryki Południowej w 2019 roku.